# Dekanat kościański
Dekanat kościański – jeden z 43 dekanatów archidiecezji poznańskiej. Historycznie przynależał do archidiakonatu śremskiego.  

## Parafie
- Parafia pw. św. Mikołaja w Bonikowie (Bonikowo),

- Parafia pw. św. Michała Archanioła (Czempiń - Borowo - Gorzyczki),
- Parafia pw. Wniebowzięcia Najświętszej Maryi Panny w Starym Gołębinie (Stary Gołębin),
- Parafia pw. św. Barbary w Gryżynie (Gryżyna),
- Parafia pw. św. Andrzeja Apostoła w Konojadzie, (Konojad),
- Parafia pw. Najświętszej Maryi Panny Wniebowziętej w Kościanie (Kościan),
- Parafia pw. św. Brata Alberta Chmielowskiego w Kościanie (południowy Kościan),
- Parafia pw. Świętego Ducha w Kościanie (północny Kościan - Stary Lubosz),
- Parafia pw. św. Jana Pawła II w Kościanie (północny Kościan),
- Parafia pw. św. Katarzyny i Niepokalanego Serca Najświętszej Maryi Panny w Łękach Wielkich, (Łęki Wielkie),
- Parafia pw. Matki Bożej Pocieszenia i św. Mikołaja w Starych Oborzyskach, (Stare Oborzyska),
- Parafia pw. św. Stanisława Kostki i św. Jerzego w Racocie (Racot),
- Parafia św. Andrzeja Apostoła w Wyskoci (Wyskoć).

Dekanat sąsiaduje z dekanatami:
- stęszewski,
- śremski,
- krzywiński,
- śmigielski,
- grodziski.

Administracyjnie dekanat znajduje się na terenie miasta Kościan, gminy Kościan, prawie na obszarze całej gminy Czempiń oraz we wschodniej części gminy Kamieniec.

## Galeria

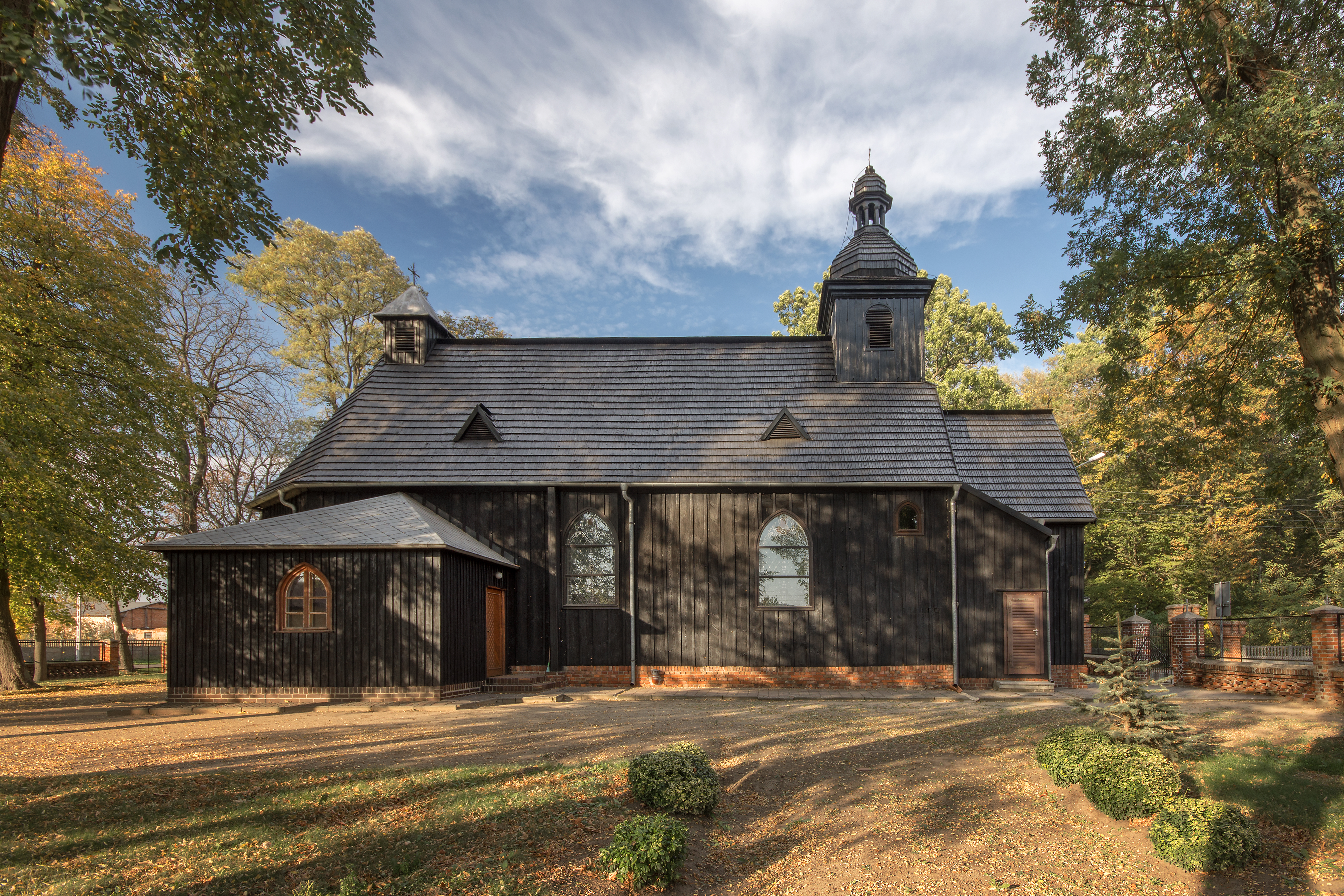
Kościół w Bonikowie
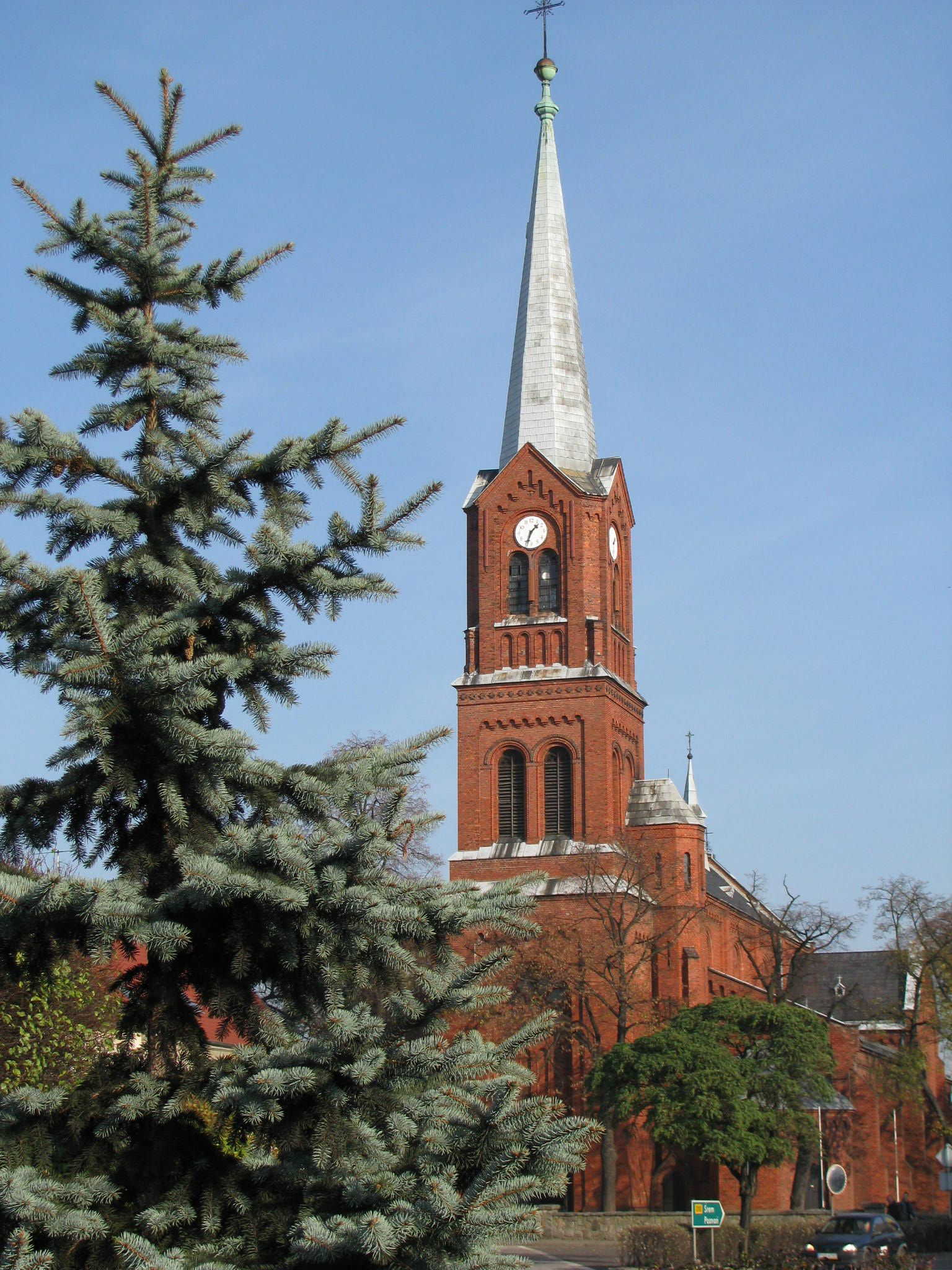
Kościół w Czempiniu
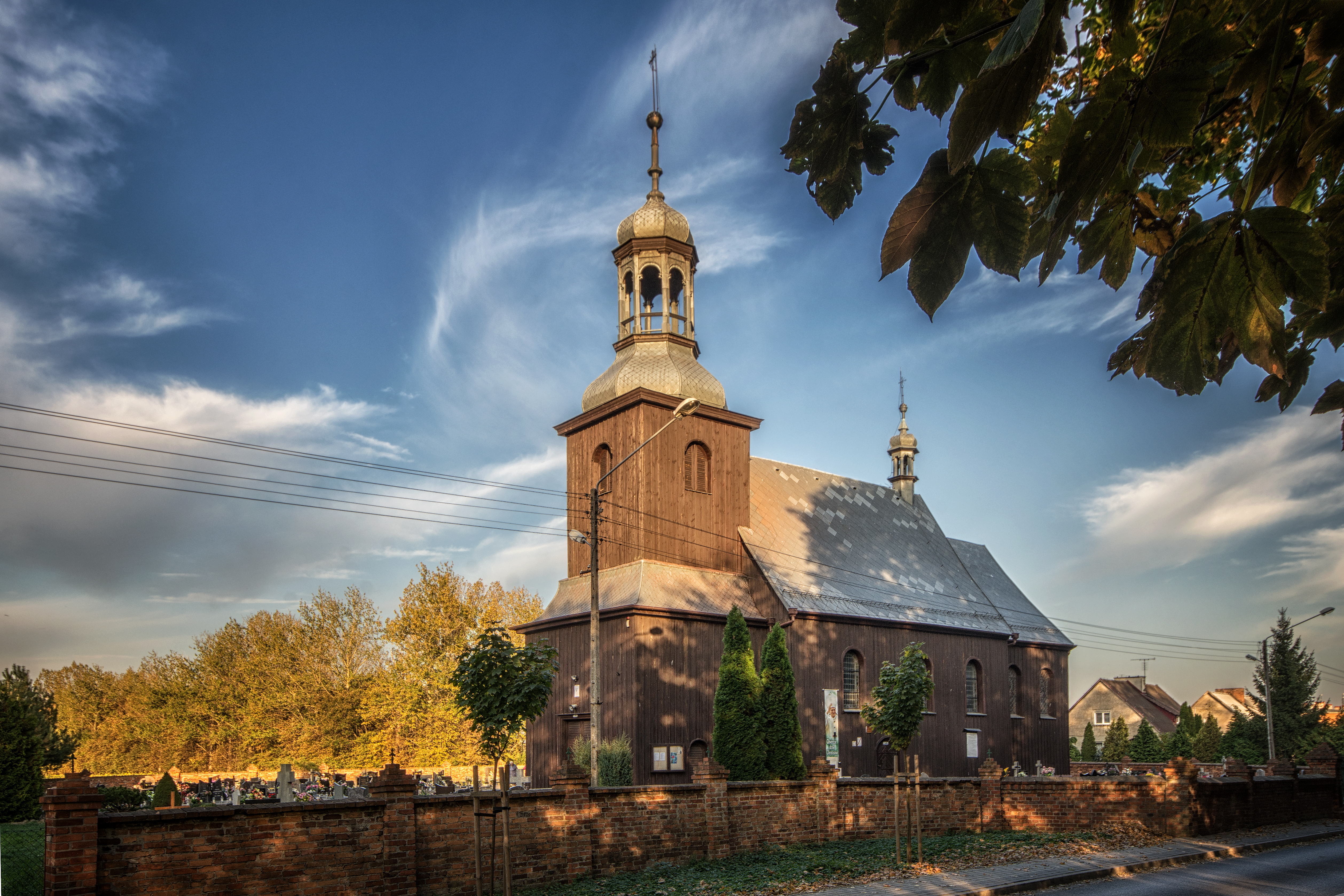
Kościół w Starym Gołębinie
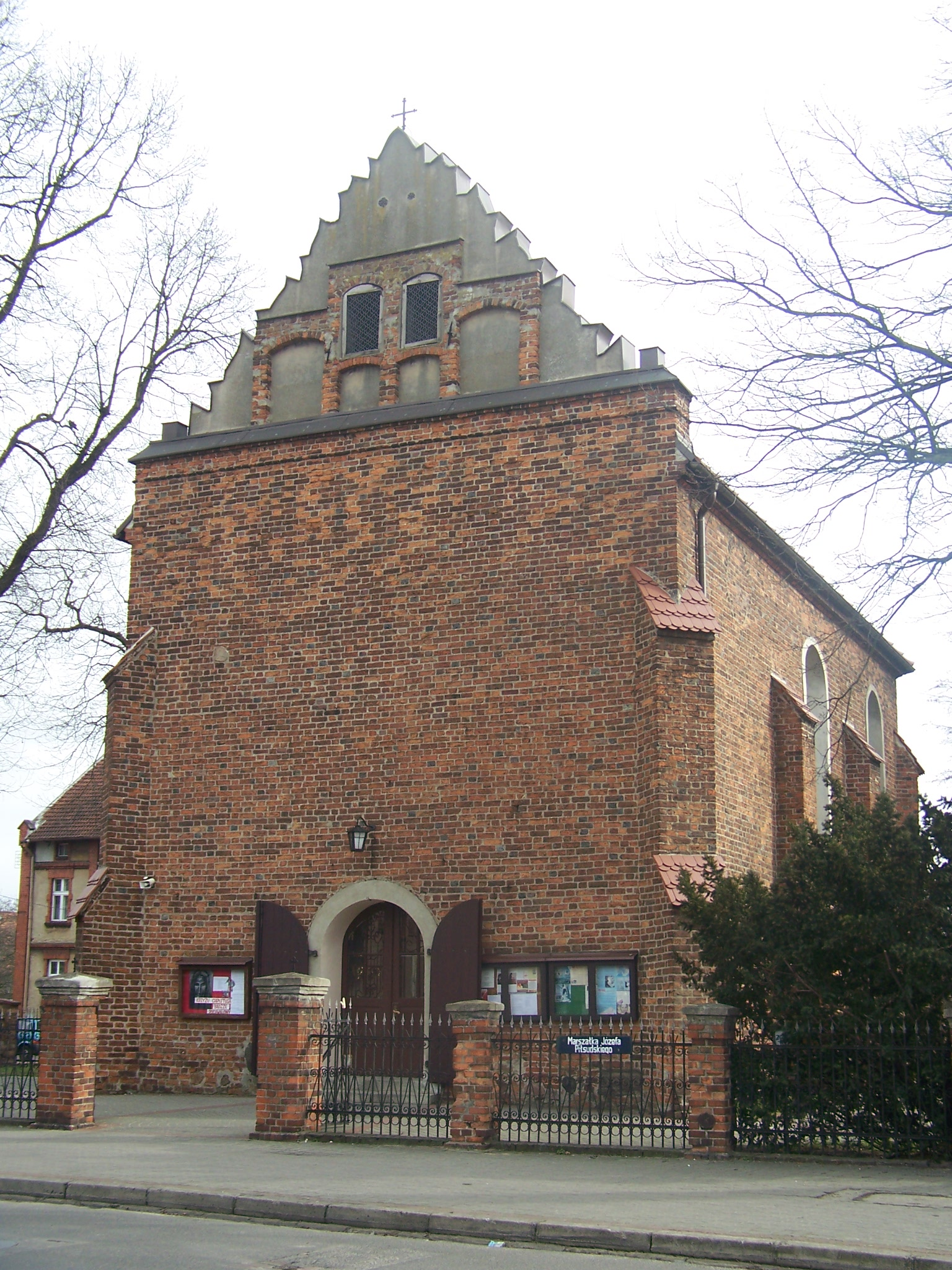
Kościół Ducha Świętego w Kościanie
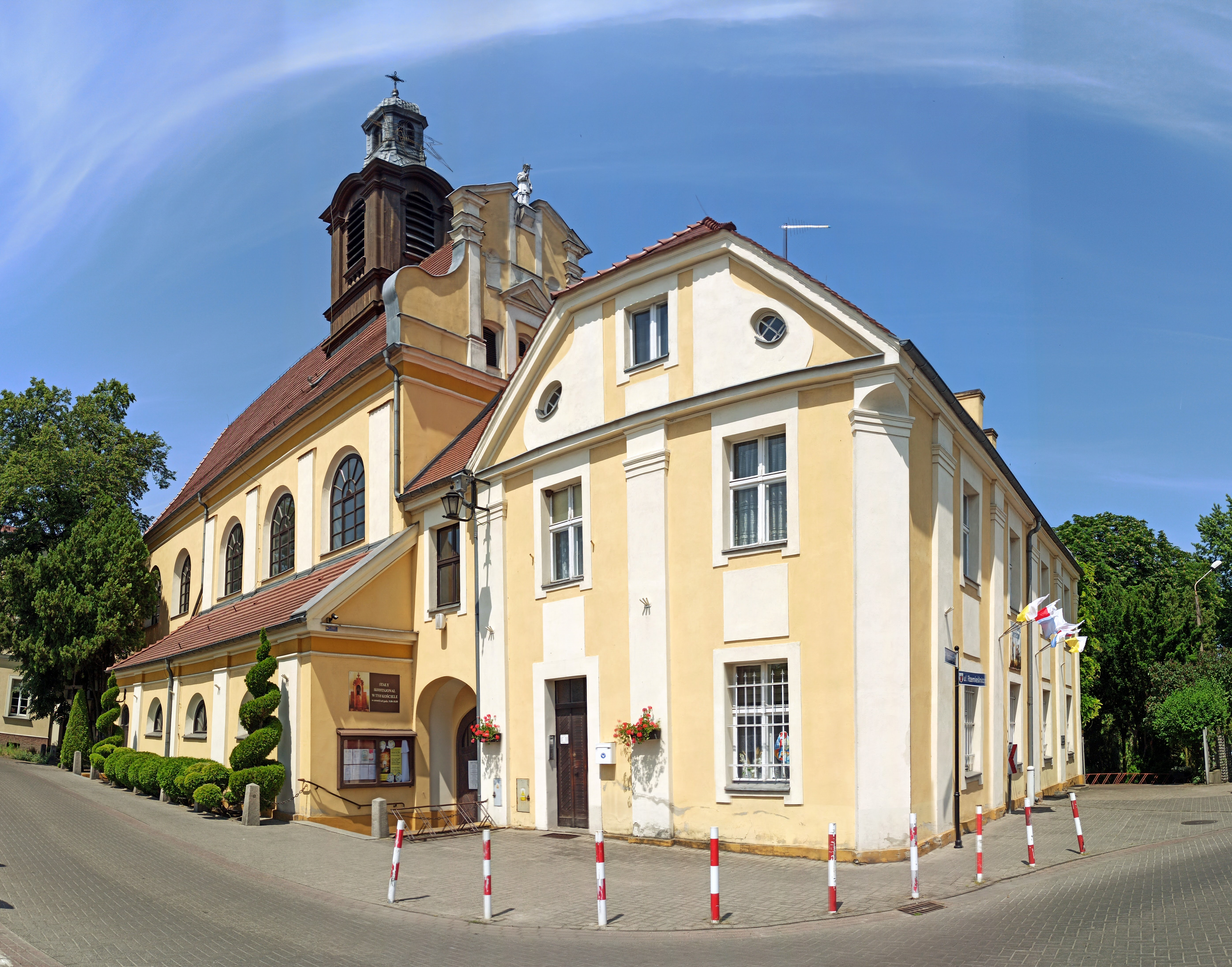
Kościół Pana Jezusa w Kościanie
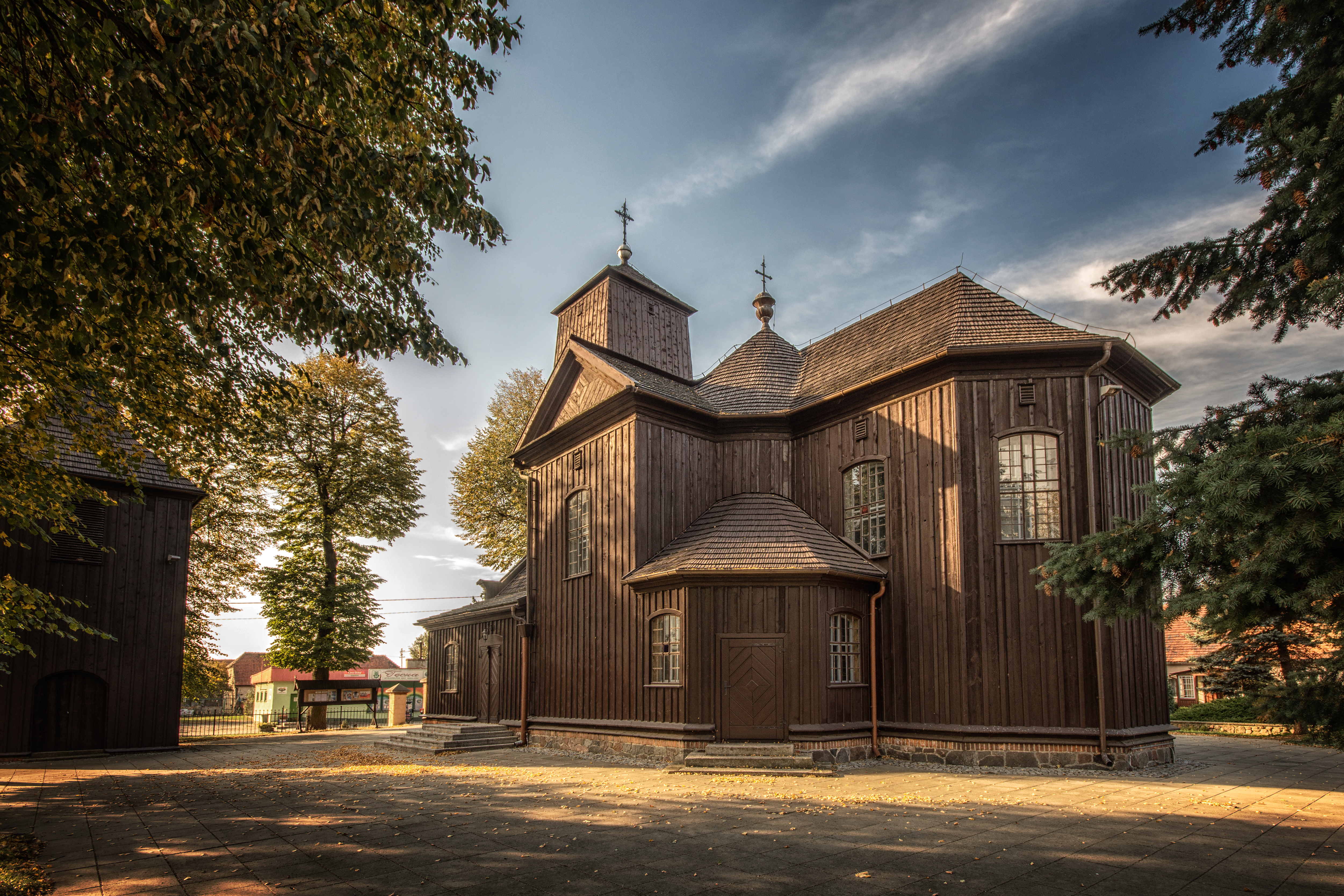
Kościół w Łękach Wielkich
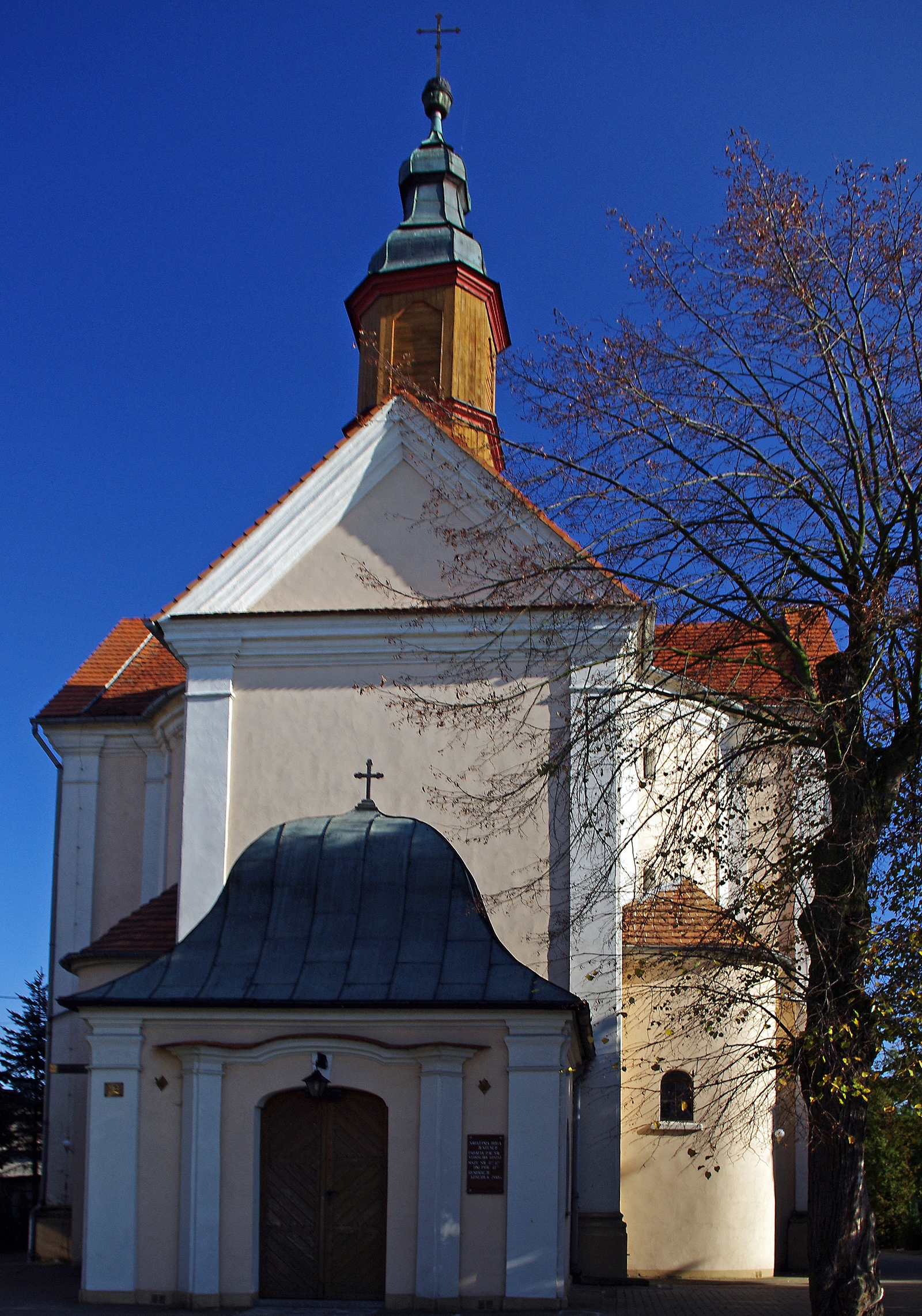
Kościół w Racocie
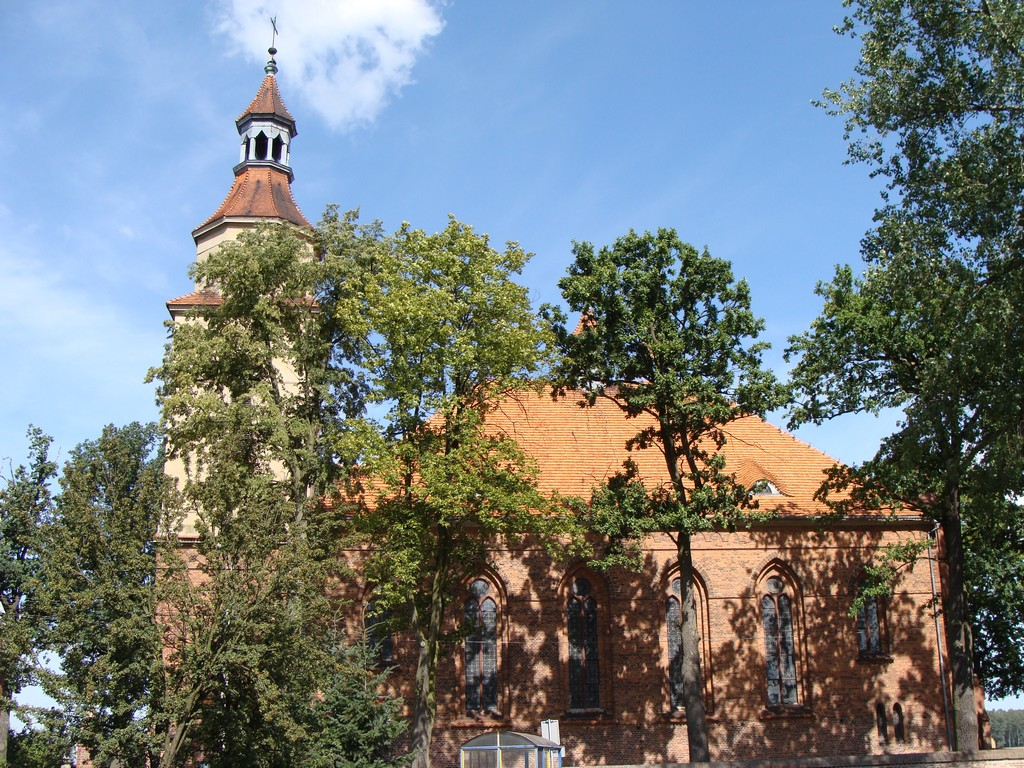
Kościół w Wyskoci